# Sopwith Aviation Company
La Sopwith Aviation Company era una società produttrice di velivoli britannica che progettò e produsse aeroplani utilizzati, durante la prima guerra mondiale, dal Royal Flying Corps (RFC), dal Royal Naval Air Service (RNAS) e, in seguito, dalla Royal Air Force (RAF). Gli aerei prodotti da questa ditta vennero impiegati anche dalle Forze Armate del Belgio, della Francia e statunitensi.

## Storia

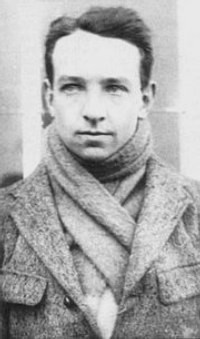
Thomas Sopwith, il fondatore della Compagnia, nel 1910

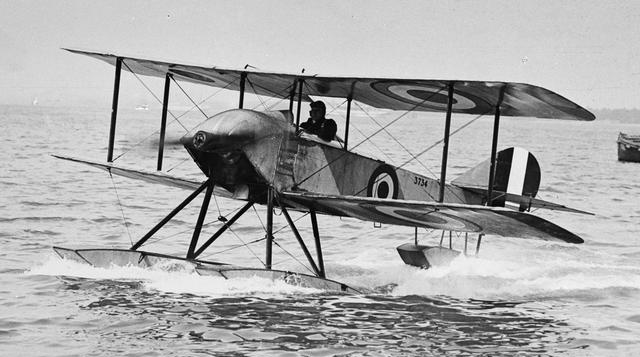
Lo Schneider alla Coppa Schneider

La Sopwith Aviation Company venne fondata nel giugno 1912 da Thomas Octave Murdoch Sopwith, in seguito Sir Thomas, a Kingston-upon-Thames. Sopwith era uno sportivo dilettante appassionato di vela, aviazione e di competizioni legate al mondo dei motori.
La compagnia iniziò la sua attività nel dicembre successivo utilizzando come sede una pista di pattinaggio su ghiaccio inutilizzata. Inizialmente fu lo stesso Sopwith coadiuvato dal suo meccanico personale, Fred Sigrist, a realizzare i primi modelli realizzati dalla nuova società. I primi modelli, tra i quali un triposto, non riscossero un grande successo anche se vennero utilizzati dal RNAS.
Una collaborazione con S. E. Saunders costruttore di barche di East Cowes sull'isola di Wight, nel 1913, produsse la Sopwith "Bat Boat", idrovolante con scafo laminato in Consuta. Un piccolo stabilimento venne aperto a Woolston (Southampton) nel 1914.
Il primo vero successo della Sopwith venne con il Tabloid. In questo modello si riscontrava l'influenza esercitata da Harry Hawker, allora pilota collaudatore della società. Lo Schneider, un Tabloid dotato di galleggianti vinse nel 1914 la Coppa Schneider. Ne verrà realizzata anche una versione terrestre che verrà impiegata sia dal RNAS e dal Royal Flying Corps. Per il servizio aereo della Marina verrà derivato da questo modello il Baby. Questo nuovo aeroplano, dotato di un motore più potente e di galleggianti, diverrà il cavallo da tiro di questo Corpo per gran parte del conflitto.
Nel 1916 Herbert Smith divenne capo progettista della ditta e sotto la sua guida verranno realizzati i velivoli di maggior successo prodotti dalla Sopwith. Il primo fu il Type 9901 meglio conosciuto come 1 1/2 Strutter. Il nome sembra derivasse dalla inusuale configurazione dei montanti centrali fu usato da entrambi i servizi aerei britannici e dall'Aviazione francese che lo impiegò come bombardiere monoposto, caccia biposto, per l'addestramento e per l'osservazione del tiro dell'artiglieria.
A questo seguì un agile caccia che per la sua evidente discendenza dal modello precedente venne chiamato Pup (cucciolo). Sia il Pup che il 1° 1/2 Strutter furono i primi velivoli britannici dotati del sistema di sincronizzazione della mitragliatrice che permetteva di fare fuoco attraverso il disco dell'elica. Inizialmente venne usato il meccanismo noto come Sopwith-Kauper, dal nome del progettista che lo aveva realizzato, ma in seguito vennero utilizzati anche altri sistemi.
A partire dal 1916 e fino agli inizi dell'estate dell'anno successivo il Pup verrà ampiamente utilizzato dal RFC sul Fronte Occidentale e sulle navi dal RNAS. Si dimostrò un velivolo dalle eccellenti caratteristiche di volo e fu molto amato dai piloti. Venne utilizzato come addestratore avanzato fino alla fine della Grande guerra.
Su uno di questi caccia venne montata, in via sperimentale, una velatura triplana e un motore più potente. Con questa configurazione si voleva mantenere un carico alare basso, e quindi buone prestazioni di salita, per i sempre più potenti velivoli. Le caratteristiche del velivolo si dimostrarono eccellenti tanto che verrà prodotto come Sopwith Triplane. Venne impiegato, in piccoli numeri, nel 1917 e divenne un velivolo molto famoso, ispirando analoghi progetti in tutte le nazioni belligeranti anche se alla fine il solo Fokker DR.I ne seguirà l'esempio. Venne utilizzato dal RNAS e in particolare dal 10° Squadron, o Naval 10 Black Flight. Il nome di questo gruppo era dato dal colore identificativo, il nero, utilizzato dai velivoli. Questo colore si ritrovava anche nei nomi dei velivoli: Black Maria, Black Prince, Black Death, Black Roger e Black Sheep.
Agli inizi del 1917 fece la sua comparsa il velivolo più famoso prodotto da questa ditta: il Sopwith Camel. Questo velivolo era dotato di due mitragliatrici e dotato di una grande maneggevolezza. Verrà prodotto in cinquemila esemplari e resterà in servizio fino alla fine del conflitto. Era però un velivolo difficile da pilotare per piloti poco esperti e furono diversi gli incidenti mortali che li videro coinvolti. Al Camel però verranno accreditate un numero di vittorie superiore a quello di qualsiasi altro caccia britannico. Ne venne realizzata anche una versione navale e da caccia notturna. Oltre che con i servizi aerei delle Forze Armate Britanniche verrà impiegato da quelle Belghe e da quelle statunitensi.
Successivamente verranno introdotti lo Snipe e il Dolphin. Il primo fu l'ultimo caccia dotato di motore rotativo. Il Dolphin era armato con quattro mitragliatrici. Solo lo Snipe entrò in azione prima dell'armistizio. Su questo velivolo l'asso canadese George Barker effettuò un'azione, affrontando un folto gruppo di velivoli nemici, che portò al conferimento allo stesso della Victoria Cross.
Verso la fine del conflitto verranno prodotti il Sopwith Cuckoo, un aerosilurante monoposto biplano, e il Salamander, un velivolo corazzato da attacco al suolo derivato dallo Snipe.
Durante tutto il conflitto vennero realizzati anche un grande numero di velivoli sperimentali. A molti di questi veniva dato il nome di animali tanto che si cominciò a parlare di Zoo Sopwith.
Negli anni della Grande guerra la Sopwith produsse 16.000 velivoli impiegando 5.000 dipendenti. I velivoli progettati dalla Sopwith furono anche realizzati da altre ditte quali la Fairey Aviation Company Limited, la Clayton & Shuttlework ed altre.
Dopo il conflitto la, appena formata, RAF scelse lo Snipe come caccia standard e lo mantenne in servizio per gran parte del decennio. La ditta sviluppò anche progetti di velivoli civili derivati dai modelli militari, quali il Dove derivato dal Pup e lo Swallow che in pratica era un Camel monoplano, ma la grande disponibilità di velivoli surplus delle Forze Armate portò ad un crollo dei prezzi degli aerei e rese queste operazioni antieconomiche. Nel 1919 acquisì anche la ABC Motors, industria metalmeccanica sempre nel settore dei mezzi di trasporto.
La crisi della ditta cominciò con la fine delle commesse militari e con il ridimensionamento drastico delle stesse Forze Armate. La Sopwith non riuscì ad entrare nel mercato dei velivoli civili e nel 1920 venne posta in liquidazione.
Poco prima della messa in liquidazione però Thomas Sopwith, Fried Sigrist, Harry Hawker e Bill Eyre avevano fondato la H.G. Hawker Engineering che in seguito diverrà la Hawker Aircraft e Hawker Siddeley (Hawker-Siddeley Company). Sopwith ne fu il presidente fino al ritiro. La fabbrica degli ultimi jet Hawker-Siddeley era ancora la stessa dove fu prodotto lo Sopwith Snipes nel 1918, quando Hawker Aircraft comprò la Ham Factory alla cessazione del contratto con British Leyland.

## Velivoli

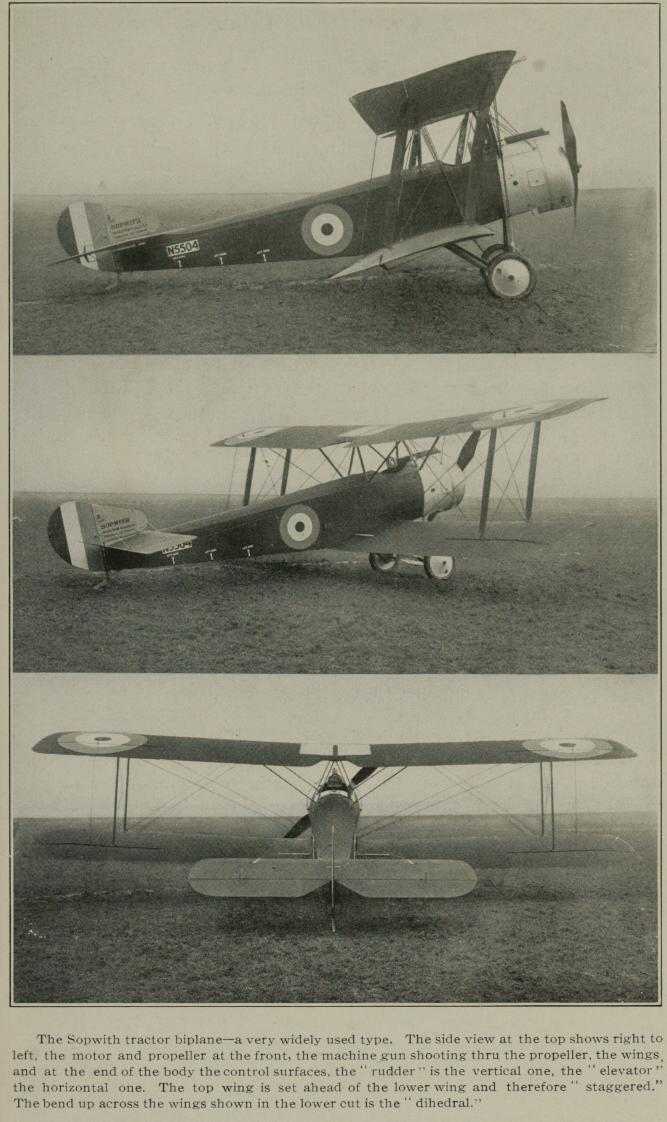
Tre viste del Sopwith 1½ Strutter

I velivoli realizzati dalla ditta Sopwith sono ordinati cronologicamente in base al primo volo.
| Nome                  | Tipo                                                       | Note                                                                    | Primo Volo |
| --------------------- | ---------------------------------------------------------- | ----------------------------------------------------------------------- | ---------- |
| Bat Boat              | Idrovolante a scafo biplano monomotore                     |                                                                         | 1913       |
| Three-Seater          | Biplano monomotore triposto                                |                                                                         | 1913       |
| Sociable              | Biplano monomotore biposto                                 |                                                                         |            |
| Anzani Seaplane       |                                                            |                                                                         |            |
| Gun Bus               |                                                            |                                                                         |            |
| Tabloid               | Biplano monomotore                                         |                                                                         |            |
| Schneider             | variante idrovolante del Tabloid                           |                                                                         |            |
| Baby                  | Evoluzione dello Schneider                                 |                                                                         |            |
| 1914 Circuit Seaplane | Idrovolante biplano monomotore biposto                     |                                                                         | 1914       |
| Admiralty Type 807    | Variante de 1914 Circuit seaplane per impiego militare     |                                                                         |            |
| Two Seater Scout      | Variante terrestre del Admiralty Type 807                  | Soprannominato Spinning Jenny                                           |            |
| Type 806              | Variante del Type 807 destinata all'impiego come silurante |                                                                         |            |
| 1½ Strutter           | Biplano monomotore da caccia                               | Designazione RFC Sopwith Two-Seater Designazione RNAS Sopwith Type 9700 | 1915       |
| Triplane              | Triplano monomotore da caccia                              |                                                                         | 1916       |
| Pup                   | Biplano monomotore da caccia                               | Sopwith Admiralty Type 9901                                             | 1916       |
| F.1 Camel, 2F.1 Camel | Biplano monomotore da caccia                               |                                                                         | 1917       |
| 5F 1 Dolphin          | Biplano monomotore da caccia                               |                                                                         | 1917       |
| T.1 Cuckoo            | Aerosilurante biplano bimotore                             |                                                                         | 1917       |
| B.1                   | Biplano monomotore da bombardamento                        | Sviluppato parallelamente al Cuckoo                                     | 1917       |
| 7F.1 Snipe            | Biplano monomotore da caccia                               |                                                                         | 1918       |
| TF.2 Salamander       | Assaltatore biplano monomotore                             | Variante dello Snipe destinata all'attacco al suolo                     | 1918       |
| Dragon                | Biplano monomotore da caccia                               | Variante dello Snipe con un più potente motore A.B.C. dragonfly         | 1918       |
| Dove                  | Biplano monomotore biposto                                 | Variante biposto del Pup per uso civile                                 | 1919       |
| Gnu                   | Biplano monomotore triposto                                |                                                                         | 1919       |